# Chintamandoddi, Sindhnur
Chintamandoddi là một làng thuộc tehsil Sindhnur, huyện Raichur, bang Karnataka, Ấn Độ.